# Mesochorus circinus
Mesochorus circinus là một loài tò vò trong họ Ichneumonidae.